# Dombeya midongyensis
Dombeya midongyensis är en malvaväxtart som beskrevs av Arenes. Dombeya midongyensis ingår i släktet Dombeya och familjen malvaväxter. Inga underarter finns listade i Catalogue of Life.